# Єзьора-Новіна
Єзьора-Новіна (пол. Jeziora-Nowina) — село в Польщі, у гміні Пневи Груєцького повіту Мазовецького воєводства.
Населення — 80 осіб (2011).
У 1975-1998 роках село належало до Радомського воєводства.

## Демографія
Демографічна структура станом на 31 березня 2011 року:
|          | Загалом | Допрацездатний вік | Працездатний вік | Постпрацездатний вік |
| -------- | ------- | ------------------ | ---------------- | -------------------- |
| Чоловіки | 47      | 9                  | 31               | 7                    |
| Жінки    | 33      | 5                  | 17               | 11                   |
| Разом    | 80      | 14                 | 48               | 18                   |